# Illaena dawsoni
Illaena dawsoni är en skalbaggsart som beskrevs av Stefan von Breuning 1970. Illaena dawsoni ingår i släktet Illaena och familjen långhorningar. Inga underarter finns listade i Catalogue of Life.